# Павличи
Павличи — село в Клинцовском районе Брянской области, в составе Смотровобудского сельского поселения.

## География
Находится в западной части Брянской области на расстоянии приблизительно 18 км на восток-юго-восток по прямой от железнодорожного вокзала станции Клинцы.

## История
Упоминалось с 1680 года как деревня, владение Киево-Печерской лавры на территории Новоместской сотни Стародубского полка. Стало селом позднее, первоначально здесь была сооружена Дмитриевская церковь (1770 год), в 1888 году Успенская (не сохранились). В XX веке работал колхоз «Трудовик». В 1859 году здесь (село Стародубского уезда Черниговской губернии) учтено было 172 дворов, в 1892—311.
Против корниловцев большевики выставили несопоставимые силы: броневики, бронепоезд и два блиндированных состава, несколько батарей орудий, десятки пулеметов и несколько тысяч солдат и матросов. Командир бронепоезда им. Ленина, подпрапорщик Пролыгин разгадал маршрут корниловцев и 26 ноября у села Писаревка, а затем у разъезда Песчаники и у д. Павличи Текинский полк попал в засаду под кинжальный пулеметный огонь, был разгромлен, рассеян и ушел вглубь Стародубщины. Возле д. Новоселки остатки полка разделились на две группы и в конце ноября - начале декабря встретились в Погаре.
В 1960 году селе Павличи построен кирпичный завод. Выпускалось до миллиона красного кирпича в год. А также производились бетонные кольца для колодцев и стока воды на шоссейных и асфальтных дорогах.

## Население
Численность населения: 1243 человека (1859), 2040 человек (1892), 613 человек (2002), 567 человек (2010), 559 человек (2013).